# Piława (dopływ Gwdy)
Piława – rzeka w zachodniej Polsce, prawy (najdłuższy) dopływ Gwdy. Płynie na Pojezierzu Południowopomorskim, w województwie zachodniopomorskim i wielkopolskim.
Rzeka zaczyna bieg od jeziora Komorze i dalej płynie kolejno przez jezioro Rakowo, Brody, Strzeszyn, Kocie i do największego jeziora w jej biegu Pile dalej płynie przez jeziora Dołgie i Berlińskie, lasy Puszczy Drawskiej i Równinę Wałecką. Do Gwdy uchodzi we wsi Dobrzyca.
Piławą prowadzi szlak kajakowy.
Przed II wojną światową wzdłuż Piławy Niemcy zbudowali pas umocnień wojskowych Wału Pomorskiego.
Główne dopływy:
- prawe: Dobrzyca z Piławką.

Miejscowości nad Piławą: Liszkowo, Nadarzyce, Szwecja, Czechyń, Zabrodzie, Dobrzyca, Piława.
W 43,4 km Piławy we wsi Starowice zlokalizowana jest mała elektrownia wodna o mocy 82 kW z jazem piętrzącym.
Na polskiej mapie wojskowej z 1936 r. przy oznaczeniu rzeki podano polski egzonim Piła. Do 1945 r. poprzednią niemiecką nazwą było Pilow. W 1949 r. ustalono urzędowo polską nazwę Piława.